# Церква Блаженного Миколая Чарнецького та новомучеників УГКЦ
Церква Блаженного Миколая Чарнецького та новомучеників УГКЦ, давніше відомий як Косте́л свято́го Йо́сипа — костел XVIII століття в селі Підгірці Львівської області. Створена в бароковому стилі як частина палацового ансамблю. Належить до Львівської митрополії Української греко-католицької церкви.

## Історія
У 1633-1640 роках у Підгірцях їх власник коронний гетьман Станіслав Конецпольський спорудив замок, в якому були замкова каплиця та житлове приміщення священників, які відтоді опікувались підгорецькими вірними, що формально належали до парафії Пресвятої Трійці в Олеську.
У 1745 році започатковано плани спорудження окремої святині, яку у 1752-1766 роках збудував новий власник поселення майбутній гетьман великий коронний Вацлав Жевуський як костел-усипальницю у формі ротонди. Його спорудження відбулось під керівництвом надвірного архітектора Жевуських Кароля Романуса. Храм отримав багате оздоблення та значне оснащення.
У 1861 року у Підгірцях було створено власну парафію, до якої увійшло ще шість сусідніх сіл, а місцевий парафіяльний костел у схематизмах Львівської архідієцезії згадується, починаючи із 1862 року, під титулом Святого Хреста. Тоді парафія нараховувала лише трохи більше тисячі вірян. У цей час відбулись часткова добудова храму та, можливо, ще якісь будівельні чи оздоблювальні роботи, після завершення яких святиню консекрували 1864 року.
У 80-х роках XIX століття коштом настоятеля о. Станіслава Завістовського, який від початку 60-х років та до кінця 80-х років обслуговував від півтори тисячі і більше парафіян, та чергових місцевих власників Сангушків було здійснено відновлення костелу, додаткове його оснащення та незначна добудова. Від 1881 року храм у схематизмах згадується під титулом Воздвиження Святого Хреста, з наступного року додалась ще присвята Опіці св. Йосифа, а, починаючи із 1894 року, залишився лише титул Опіки св. Йосифа.
Під час Першої світової війни підгорецька святиня не зазнала суттєвих пошкоджень. Від 1921 року парафією, чисельність якої перевищила дві з половиною тисяч осіб, опікувався настоятель о. Владислав Манастирський, а в першій половині 30-х років присвята костелу скоротилась лише до св. Йосифа (без Опіки). У 1944 році купол храму, північно-східну стіну та одну зі статуй було пошкоджено артилерійським снарядом. У серпні 1945 року о. Манастирський виїхав до Польщі. Він та парафіяни-поляки вивезли туди значну частину костельного майна. Храм було зачинено. У 1976-1979 роках його відреставрували під керівництвом архітектора Ігоря Старосольського, а 1991 року передали Львівській картинній галереї.
З 2013 року духовну опіку над храмом провадить громада Миколая Чарнецького і новомучеників Української Греко-Католицької Церкви. На даний час храм є діючим і з допомогою не байдужих людей поетапно відбувається його реставрація.
В 2022 році у рамках президентської програми «Велика реставрація» було завершено ремонтно-реставраційні роботи. У Костелі відновили втрачений тиньк на фасаді та сходи в захристія храму, які були повністю втрачені. Вивели з аварійного стану центральні сходи з частковою заміною втрачених елементів, демонтували аварійний дах (купол, захристія), повністю відтворили, згідно з автентичними лекалами, карнизи та тяги.

## Архітектура
Храм є мурований з цегли у формі ротонди (круга) і його висота сягає 27 метрів. Фасадна сторона храму є ширшою за саму ротонду і являє собою 14-колонний портик (8 колон в першому та 6 в другому ряду), а з півдня до ротонди прибудовані прилеглі приміщення.
Портик величає напис: IN CULTUM DOMINI DEI NOSTRI EXODI X (в перекладі означає: НА СЛАВУ ГОСПОДА БОГА НАШОГО), на фронтоні гієрограми Христа, Матері Божої і св. Йосипа.
Автором скульптур які розташовані на портику є Себастіан Фесінгер, це скульптури: архангела Рафаїла, св. Ігнатія Лойоли (фігуру Лойоли втрачено в ІІ світовій війні в наслідок обстрілу), св. Петра, невідомої святої (брак атрибуту), св. Йосифа, св. Анни з малою Матір’ю Божою, св. Вацлава і св. Онуфрій.
Багатий художній вистрій інтер'єру є роботою колективною. Частини поблизу вівтаря в роках 1765-1766 вималював Лукаш Смуглевич з сином Антонієм. Відповідно до цього шаблону роботи продовжували жовківські художники Дем'ян, Войцех, Константин та Микола, а також ще двоє львів’ян: Гургилевич та Витанецький. Під роком 1765 занотовані також два художники василіянські, одним з них, можливо був Якуб Гловацький(Jakub Głowacki).
Предмети столярні та різьблені, зокрема амвон і галерею хорів виконав 1761-1765 роках Мартин Твардовський з Микулинців, двері - столяр з Олеська Амброзій Пньовський.
Останній пробощ (парох) Владіслав Манастерський поїхав з Підгірців в серпні 1845 року.
Предмети з інтер'єру церкви були частково вивезені частково розпорошені. У 1915 році храм втратив дзвони, однак вдалося врятувати мідне покриття купола перед реквізицією, яка масово проводилася для потреб австрійської армії. У липні 1944 року артилерійський обстріл пошкодив покриття купола, а також одну з фігур на атику, а потім храм було сплюндровано радянськими солдатами. Був знищений також головний образ вівтаря.

## Галерея

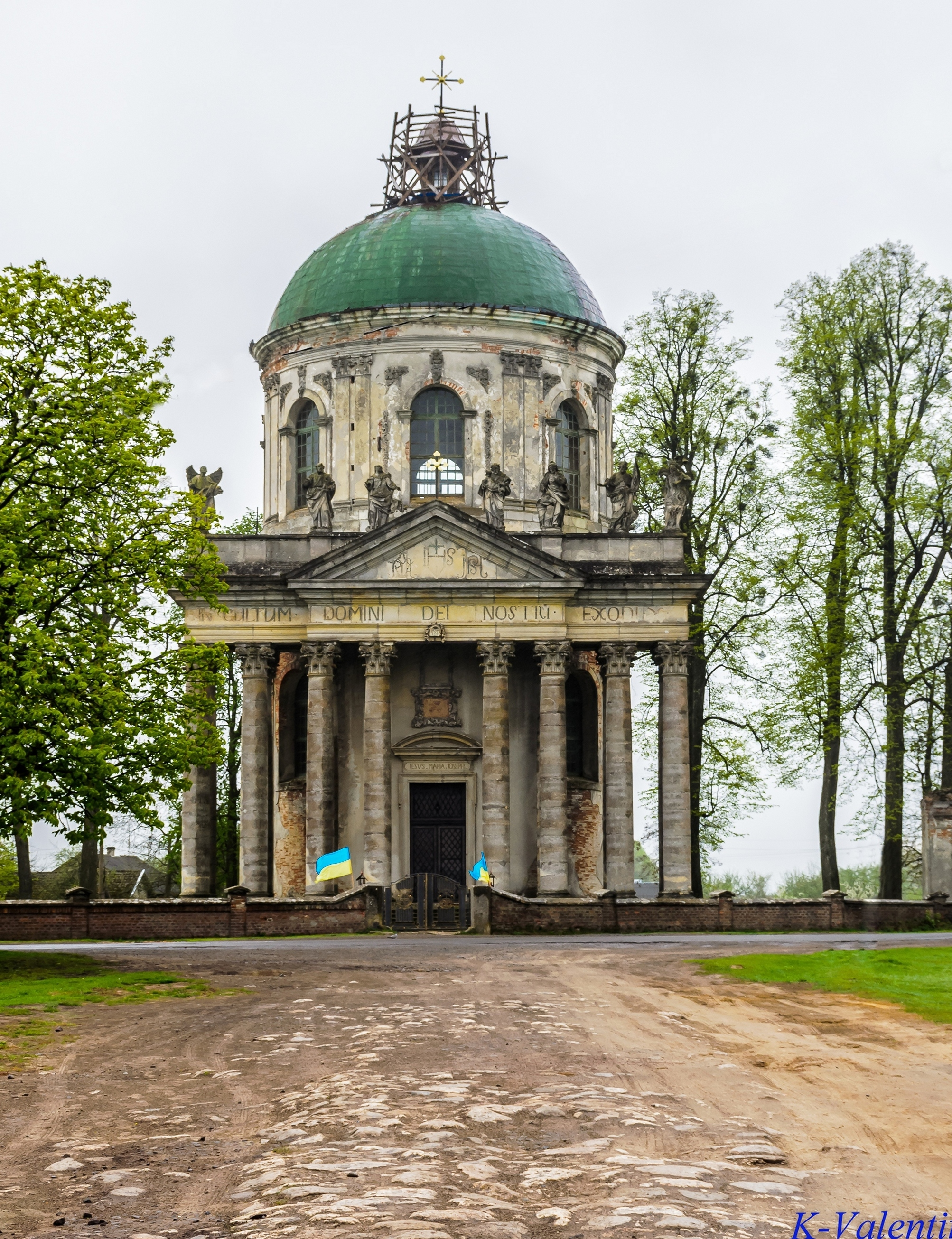
Станом на 2015 рік
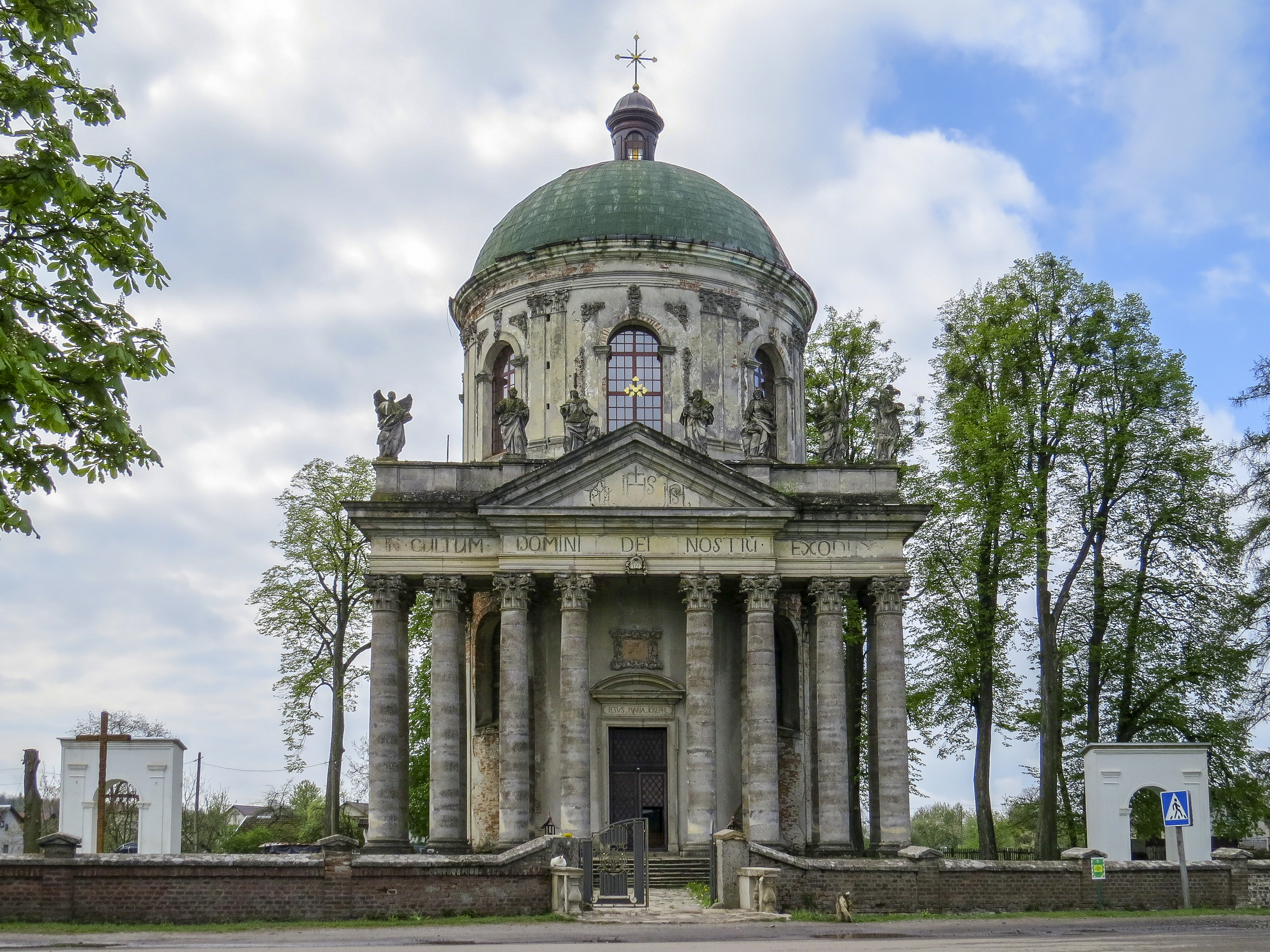
Станом на 2019 рік
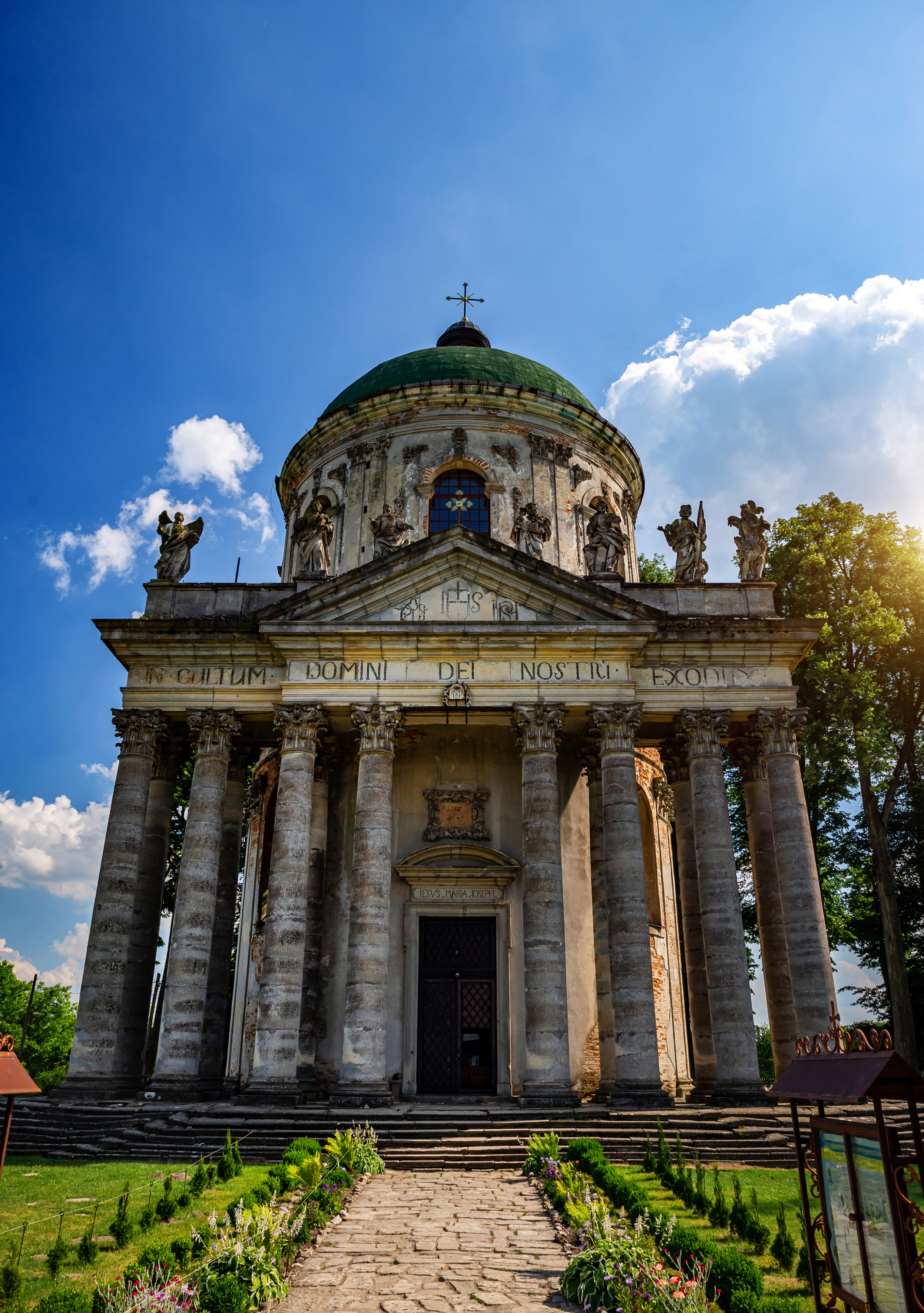
Станом на 2021 рік
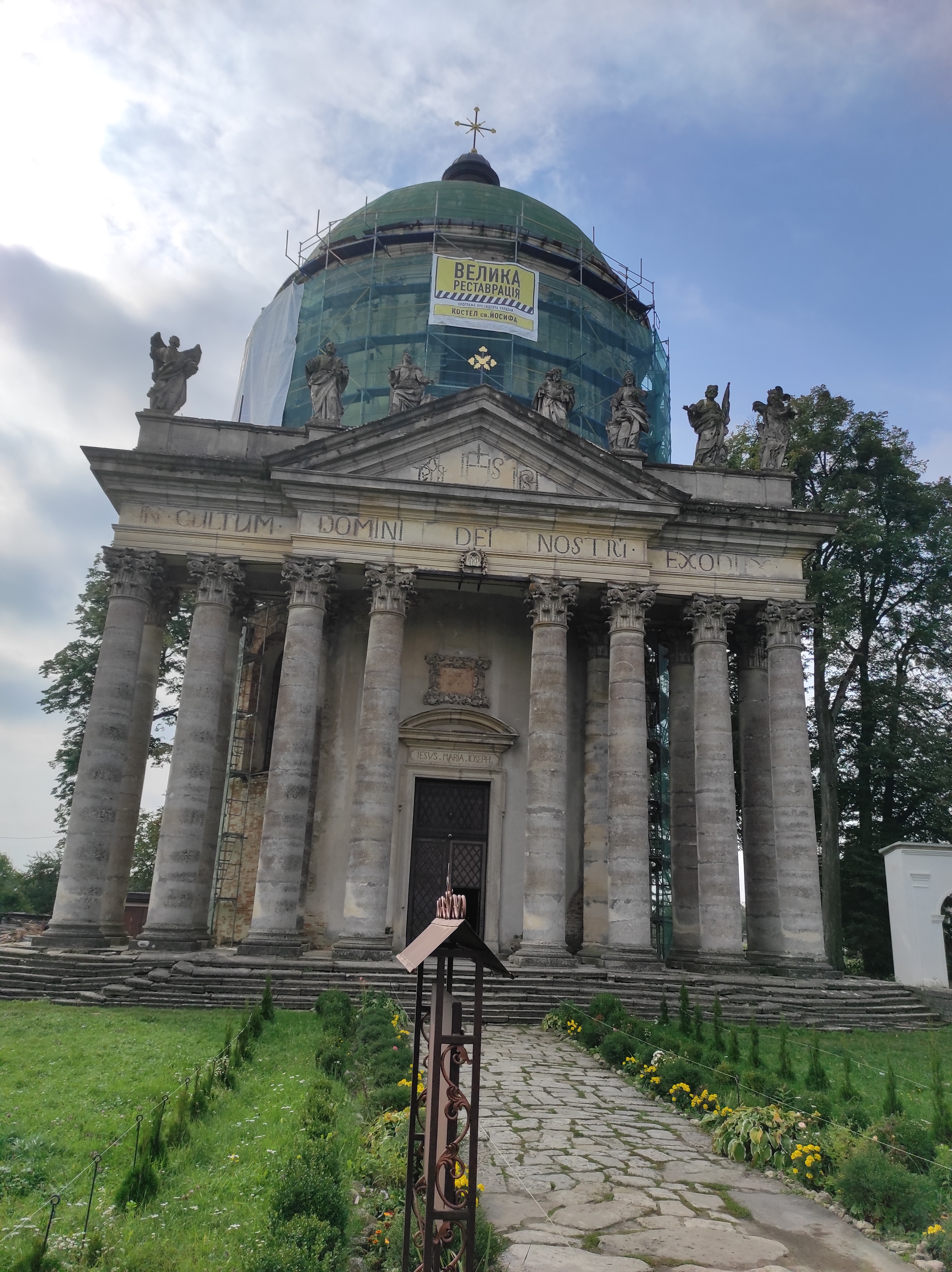
Церква під час реставрації у рамках "Велика реставрація", 2021 рік
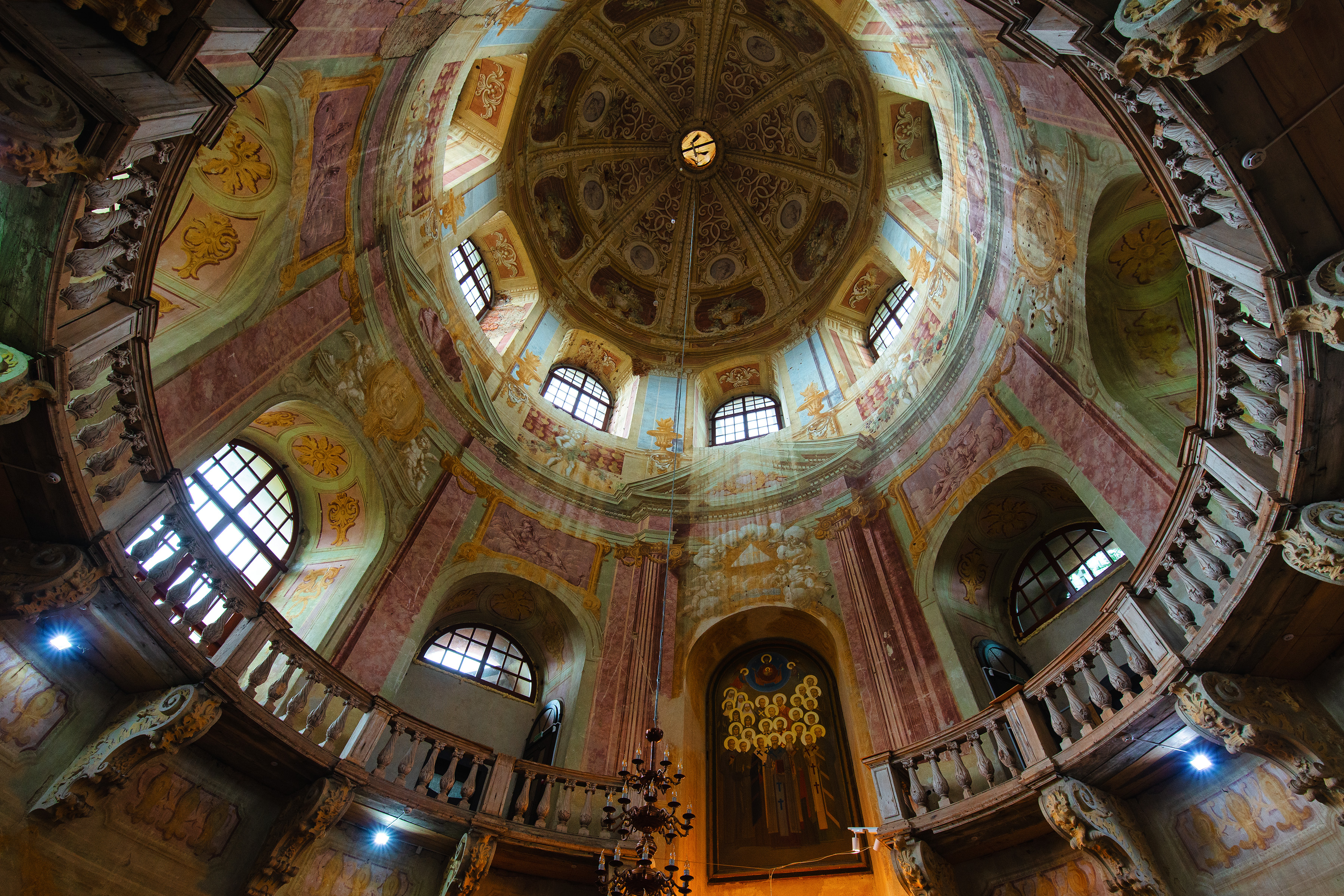
Фрагмент розпису
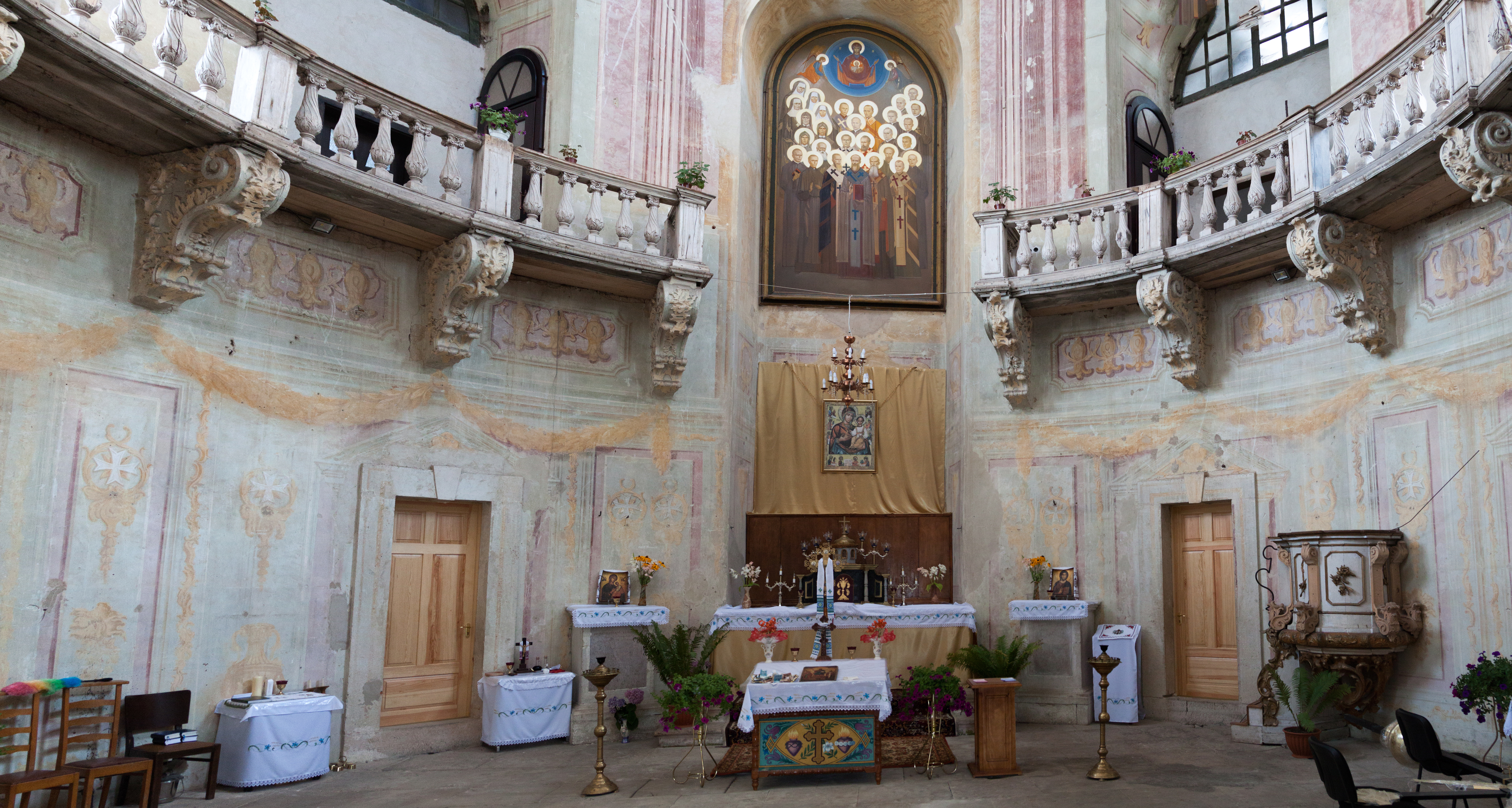
Інтер'єр
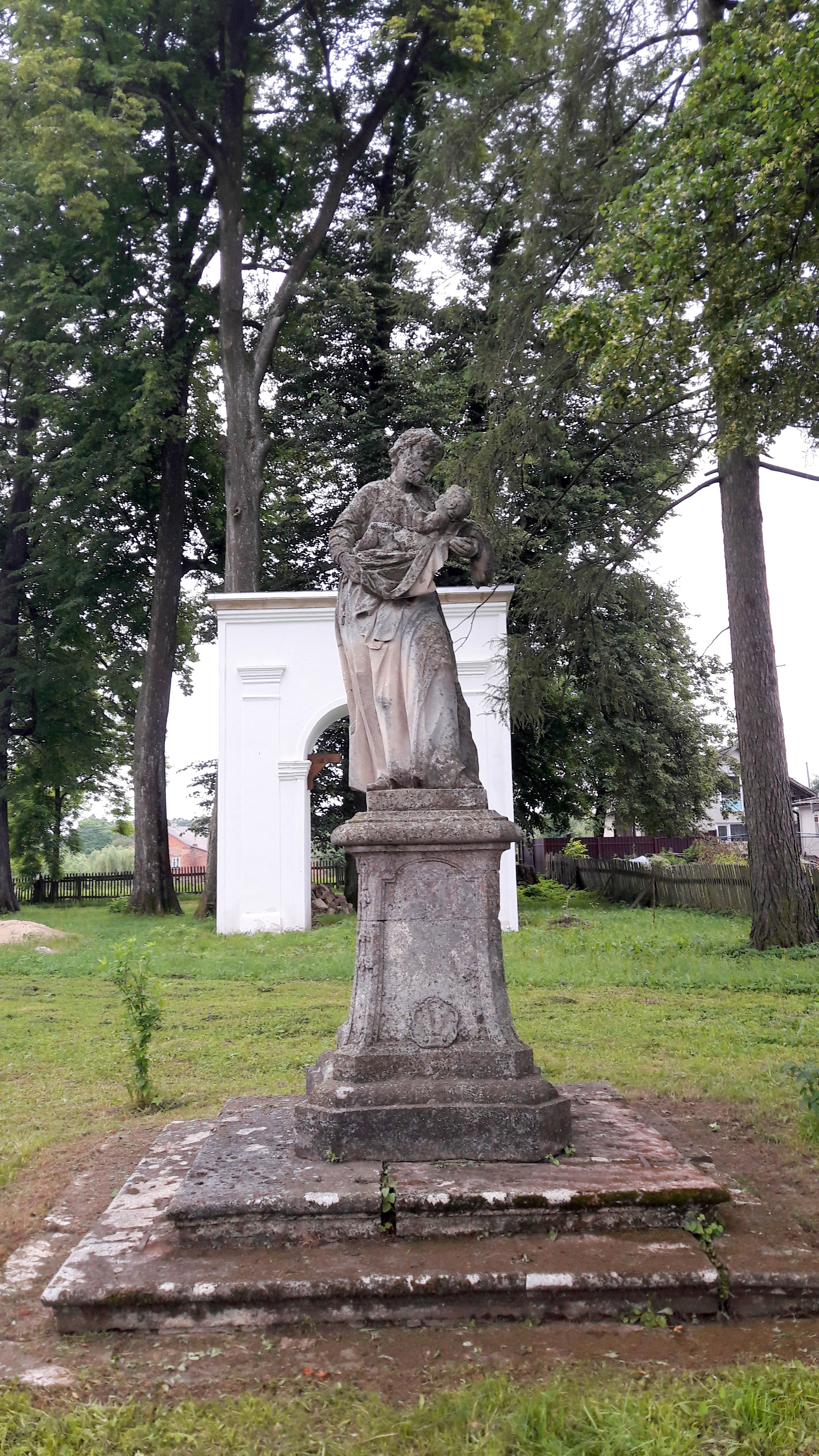
Статуя святого Йосифа
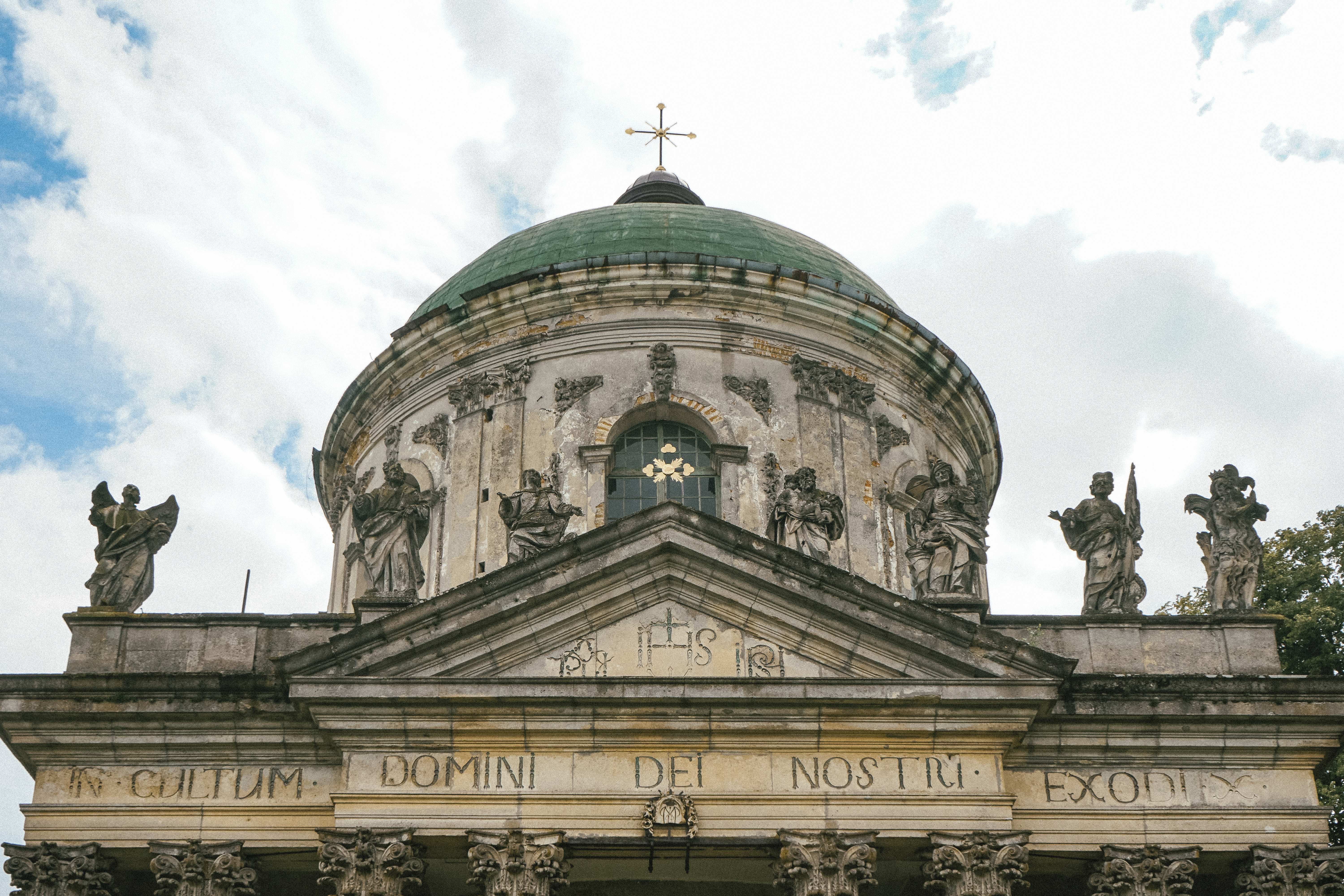
Вигляд фігур